# Attalea butyracea
Attalea butyracea (nome comum: jací) é uma espécie de palmeira pertencente à família Arecaceae.